# کونشتات
کونشتات (به چکی: Kunštát) یک منطقهٔ مسکونی و شهرستان دارای شهرک سابقاً روستا در جمهوری چک است که در ناحیه بلانسکو واقع شده‌است. کونشتات ۲٬۶۱۲ نفر جمعیت دارد.